# Маніфест південноруського народного собору
Маніфе́ст південнору́ського наро́дного собо́ру (рос. Манифест Южнорусского народного Собора) — рашистський документ, що проголошував створення на території України так званої держави Південна Русь «у відповідь на терор і тоталітаризм нав'язування колишньою державою Україна ідеології нацизму та бандерівщини». Цей маніфест був написаний кількома членами «Єдиної Росії» 16 квітня 2022 року і просочився в мережу 28 квітня 2022 року. При цьому в документі не уточнюється, на яких територіях України планується утворити так звану Південну Русь. Маніфест безпосередньо пов'язаний з російським вторгненням в Україну 2022 року та є його наслідком.

## Історія
Метадані документа під назвою «Маніфест Південноруського народного собору» допомогли встановити передбачуваного автора Романова Романа Миколайовича і дату його створення — 16 квітня. Через метадані документа також можна встановити, до якої організації належить комп'ютер, на якому він був створений — це «Єдиної Росії».
Людина з таким ПІБ справді має пряме відношення до правлячої в РФ пропутінської партії, зазначають журналісти. Роман Миколайович Романов — заступник голови центрального виконавчого комітету Єдина Росія. Закінчив історичний факультет Томського педагогічного університету, де згодом викладав. Очолює також вищу партійну школу Єдиної Росії.
За даними джерел Схем у правоохоронних органах, цей «маніфест» переходив із рук до рук. Спочатку його отримав перший заступник голови ради Федерації Федеральних зборів РФ, секретар генеральної ради партії Єдина Росія Андрій Турчак.
Згодом цей «маніфест», за даними журналістів, Турчак передав ще одному «єдиноросу» Дмитру Гризлову, помічнику підсанкціонного російського бізнесмена Костянтина Малофєєва, якого в ЗМІ називають «спонсором війни на Донбасі».

## Текст
| Ліві лапки | Маніфест Південноруського Народного Собору Держава Україна після повалення легітимно обраного Президента у 2014 році неодноразово порушила загальноприйняту Конституцію, після мовної дискримінації громадян, свободи слова та свободи совісти, після розв’язання війни проти співгромадян та актів геноциду Криму, втратила свою легітимність у межах УРСР. У відповідь на терор і тоталітарне нав’язування колишньою державою Україна ідеології нацизму та бандерівщини ми в особі Південноруської народної ради беремо владу в свої руки і створюємо нову державу Південну Русь. Південна Русь визнає себе спадкоємицею єдиної стародавньої Києво-Новгородської Русі з Іллею Муромцем та Олександром Невським. Спадкоємиця Запорізької Січі — Тараса Бульби і Богдана Хмельницького. Спадкоємиця Новоросії, яку створила Катерина Велика, поклавши кінець багатовіковим війнам, грабежам і работоргівлі руських людей. Правонаступники Української РСР, в якій ми разом з усіма народами Радянського Союзу перемогли фашизм, створили на нашій землі промислові центри і науку. Ми будуємо свою державу на основі розуміння історичної та генетичної споріднености та єдности триєдиного руського народу українців, білорусів і росіян, братерської дружби та взаємодопомоги. Ми визнаємо православ'я як основу нашої культури та самобутности, з рівноправністю і свободою всіх релігій і національностей, визнаємо російську мову, а також український діалект, як рідну мову і мову міжнаціонального спілкування, з рівноправністю всіх мов і національностей. Основними цілями незалежної держави Південної Русі є досягнення і захист миру на нашій землі, повне викорінення нацизму Бандери. Гарантувати в повсякденному житті захист прав і свобод кожного нашого громадянина, повернення надр, землі, виробництва народу і державі. Забезпечити всім гідний рівень життя, освіти та медицини. Ми визнаємо свободу і право волевиявлення кримчан, визнаємо вибір Донбасу. Держава Південна Русь також існуватиме і діятиме після перехідного періоду на основі загального, відкритого для спостерігачів усіх країн, волевиявлення народу шляхом всенародного референдуму. | Праві лапки |

## Реакція
П'ятий президент України Володимир Зеленський заявляв, що Україна вийде з переговорів з Російською Федерацією, якщо росіяни вб'ють людей у Маріуполі або проведуть фейковий референдум про так звану ХНР у Херсоні.